# ボイイ族

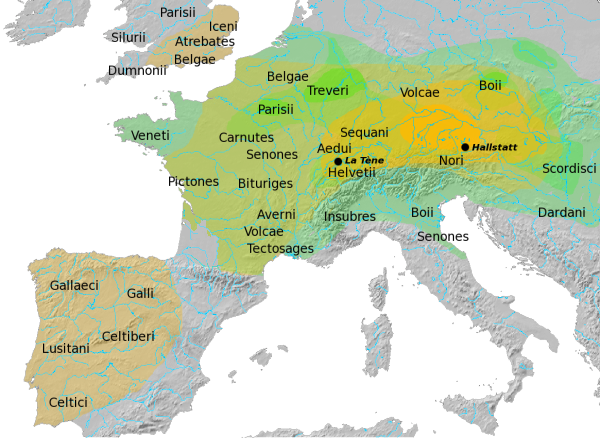
イタリアおよび中央ヨーロッパでのボイイ族の大まかな位置を示した地図。黄色はハルシュタット文化圏、緑色はラ・テーヌ文化圏を示しており、後者は当時のケルト人が住んでいた地域と重なっている。 中央ヨーロッパに書かれた "Boii" の文字は、先史時代にボイイ族が住んでいた場所を示唆している。

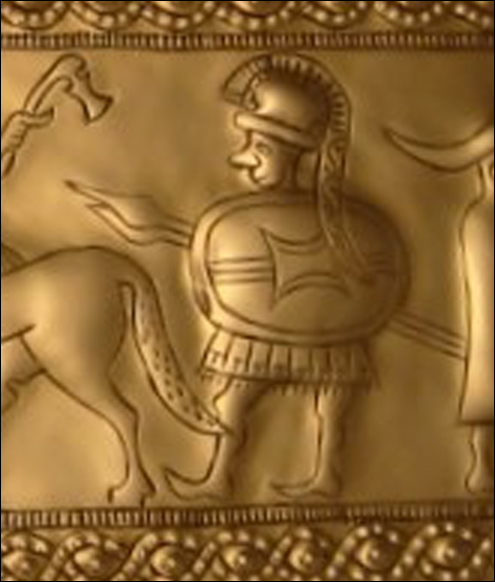
武装した歩兵像が描かれたハルシュタット文化の青銅製帯飾り。スロベニアのVačeで出土。紀元前400年ごろ

ボイイ族（ボイイぞく、ラテン語: Boii（単数形 Boius）、古代ギリシア語: Βόϊοι）は、中央ヨーロッパにいた鉄器時代のある部族に対して古代ローマ人がつけた名称である。特にバイエルンやボヘミアはボイイ族の名と関係が深いとされている。共和政ローマ後期からローマ帝国にかけてのローマ人またはギリシア人の歴史家はボイイ族をケルト人またはガリア人とみなしていた。その居住地域各地から後に出土した金石文から、ケルト語派の言語が使われていたことが判明しているが、ボイイ族が実際に使っていた言語は不明である。
この部族についてはガリア・ナルボネンシス（フランス南東部）、パンノニア（現在のハンガリー東部）、ボヘミア、モラヴィア、スロバキア西部など、様々な歴史家がそれぞれの時代に居住地域を記述している。さらに考古学的証拠から、紀元前2世紀にボイイ族の故郷と思われるボヘミアから現在のポーランドの一部であるシレジアにケルト人が居住地域を拡大したことが判明している。
ボイイ族が歴史に初めて登場したのは紀元前390年の北イタリアへのガリア人侵入で、それによってポー平原から一部のエトルリア人が追い出され、残ったエトルリア人もガリア人に同化された。一連の戦争でローマ人に敗れると、ガリア・キサルピナ（現在の北イタリア）の属州民の一部となった。ボイイ族や他のドナウ流域のケルト人は、イタリア侵入の1世紀後のギリシャ侵略にも関与した可能性がある。彼らは敗れたものの、それ以前にアナトリア半島に定住し、ガラティアとして知られるようになった。2世紀以上後、ユリウス・カエサルはドナウ流域でゲルマン人系のスエビ族がボイイ族に最終的に取って代わったことを記している。その人口の多くはローマとの戦争で失われ、生存者は他の部族に分散し吸収された。

## 名称
文献や金石文に残るケルト人の様々な名前から、大陸ケルト語の要素である "boio-" を見出すことができる。これがインド・ヨーロッパ語族に属しているという前提で、「雌牛」または「戦士」と解釈できる。したがって Boii とは「集まっている人々」または「戦士の人々」を意味すると考えられる。
「雌牛」説は、古アイルランド語の amboue（部外者）、ケルト祖語の *ambouios（牛の所有者ではない）による。史上初のボイイ族についての言及において、ポリュビオスは彼らの富は牛と金であり、農耕と戦争を生業とし、仲間や配下の数が多い者ほど地位が高いと記している。そのような者をおそらく *ambouii と呼び、それとは対照的に牛の所有者を *bouvios と呼ぶ。*bouii は元々は「牛の所有者」の階級を意味していた。「戦士」説は言語学者ユリウス・ポコルニーが提唱したもので、インド・ヨーロッパ語族で「打つ」を意味する *bhei(ə)-、*bhī- が語源だとした。しかしケルト語の名詞にはそれを補強するような例がなく、彼はもっと広範囲に例を探した。例えば、ウェネティ語の個人名である phohiio-s-、イリュリア人部族名 Boioi、ギリシア人部族名 Boiōtoi（ボイオーティア人）などである。「ボイイ」は *bhei- から母音交替した *bhoi- が語源とも考えられる。ボイイ族がかつてインド・ヨーロッパ祖語を話す民族だったとすれば、このような関連の可能性がある。中央ヨーロッパのケルト民族は、その可能性が高い。
「雌牛」説でも同様のより広範囲の関連を仮定することができる。ボイオーティア人は古くから牛を飼うことで知られており、イタリアという地名と同様に「子牛の土地」という意味を持つ地名だった可能性がある。インド・ヨーロッパ語の推定形は *gʷou- すなわち「牛」を基礎とするもので、*gʷowjeh³s などがある。
同時代の派生語としては、Boiorix（ボイオリクス、キンブリ族のリーダー）やドイツの Boiodurum（現代のパッサウに位置していたボイイ族の砦）がある。またボヘミア (Bohemia) は、boio- とゲルマン祖語で「故郷」を意味する *haimoz を組み合わせた語で、「ボイイ族の故郷」を意味している。バイエルン (Bayern) はゲルマン人部族である Baiovarii に由来する。これはゲルマン語の *baio-warioz で、前半は Boii のゲルマン語版と見られる。後半はゲルマン部族名に共通の形態素で「住民」を意味し、古英語の -ware と同じである。「ボイイの住民」とは、「かつてボイイ族が住んでいた場所の住民」という意味と解釈することもできる。

## 歴史

### 北イタリアへの移住
ポリュビオスは、ケルト人をエトルリア人のすぐ隣に住んでいたとし、「彼ら（エトルリア人）の美しい国に羨望の眼差しを向けていた」という。ポー平原を大軍で侵略しエトルリア人を追い出したボイイ族は、中心のポー川の右岸に住み着いた。ストラボンによれば、アルプス山脈を越えて移住してきたケルト人の中でもボイイ族が最大の部族だったとしている。リウィウスはさらに、ボイイ族とリンゴネス族が Poeninus mons という西アルプスの峠（mons は峠の意）を越えて北イタリアに侵入し、アルプスとポー川の間に既に人間が住んでいるのを発見したとしている。彼らはポー川を筏で渡ってエトルリア人やウンブリア人をアペニン山脈の方に追いやり、そこに定住した。
リンゴネス族がマルヌ川やセーヌ川の上流域から来たように、ボイイ族はライン川上流とドナウ川上流の間のアルサティア地方からドナウ川を下ったバイエルン、オーストリア、さらにボヘミアあたりまでの地域に住んでいた。紀元前1世紀にはライン川を渡ってカエサルと戦うヘルウェティイ族を助けている。ゲルマン人のスエビ族は後にドナウ川左岸まで下ってくるが、そのころはドイツ中央部におり、ケルト人の脅威になっていなかった。
ボイイ族はエトルリア人の古い都市フェルシナを占領し、その周辺に定住した。後にローマ人がこの地に植民都市を築いた際、それをボノニア（Bononia、ボローニャの由来）と呼んだ。同様のローマ化したケルト地名としては、ウィンドボナ（Vindobona、現在のウィーン）もボイイ族の住む地域だった。ボノニアがケルト語の都市名に由来しているという説は有力である。
ボローニャとその周辺の考古学的証拠は、ポリュビオスとリウィウスの記述の一部とは相反している。彼らはボイイ族がエトルリア人を追い出し、その一部が去ることを余儀なくされたとしている。また、ポリュビウスは彼らが城壁のない村で小屋に住み、家具も持たず、落ち葉のベッドで寝ていたと記述している。彼らは農耕と戦争を生業とし、他の技術や科学知識を全く持っていなかったとしていた。その財産は金と牛であり、どちらも持ち運びが容易だった。
考古学的証拠によれば、ボイイ族はフェルシナの町を破壊したり住民を追い出したりしておらず、単にそこに移り住み、エトルリア人と結婚することで同化していった。その時代のボローニャの墓地からはラ・テーヌ文化の武器や他の工芸品が出土しており、ボイイ族とラ・テーヌ文化のつながりを示しており、同時に青銅製の鏡などのエトルリアの工芸品も出土している。それほど離れていないピアノーロでは、ラ・テーヌ文化の武器とエトルリア人の女性の名が刻まれた壷が同じ墓から出土している。
古代ローマの著作家が記したケルト人の生活は考古学的証拠が示すものよりひどい。ボイイ族はエトルリア人の財産や女性を横取りしたと思われるが、エトルリア人の作った都市にエトルリア人と共に住み、少なくとも全エトルリア人を追い出したわけではない。

### ローマとの戦争
紀元前3世期後半、ボイイ族は北イタリアの他のガリア人やエトルリア人と同盟を組み、ローマと対立した。彼らはハンニバルに従って戦い、紀元前216年にローマの将軍ルキウス・ポスティミウス・アルビヌス (en)を殺害し、その頭蓋骨で生贄用ボウルを作ったという。その少し前、紀元前224年にテラモンの戦いでローマ軍に敗退し、紀元前193年にはムティナ（現在のモデナ）近郊で決定的に敗退した。本拠地を失ったボイイ族の大半はイタリアから去っていった。

### ドナウ流域のボイイ族
古代の著作家の解釈に反して、ボイイ族はかなり早くからパンノニアに定住したことが考古学などから判明しており、イタリアから移住してきたのではなく、それとは別系統の部族だったと見られている。イタリアのボイイ族と同時代のボヘミアのボイイ族は埋葬儀礼に多くの点で一致が見られ、他のキサルピナのガリア人とは異なる。あるいは、西ケルト人の典型的装身具であるトルクが見られない。このことから、ボイイ族がボヘミアからキサルピナに移住してきたのであって、その逆ではないという解釈が最も可能性が高い。すなわち、アルプスの北からイタリアに移住したボイイ族は、イタリアを去って同族の住む地に戻ったと考えられる。
パンノニアのボイイ族は、紀元前2世紀後半にキンブリ族とテウトネス族を撃退したことで歴史に名を残している。その後ボイイ族は（現在のオーストリアにあたる）ノーレイアという町を攻撃し、その直後にボイイ族の一団（ユリウス・カエサルによれば3万2千人だが、誇張されている可能性が高い）がヘルウェティイ族と共に西ガリアへの移住を試みた。ヘルウェティイ族はビブラクテで敗退したが、有力なハエドゥイ族がボイイ族の生き残りの定住を許し、彼らはゴルゴビナのオッピドゥムに住むようになった。ガリア戦争の中でウェルキンゲトリクスと交戦することもあったが、アレシアの戦いでは2000人のボイイ族がウェルキンゲトリクス側に加わった。
ボイイ族はまた、古くから住んでいた土地にも住み続けており、ハンガリーのドナウ川およびムール川の流域、ブラチスラヴァを中心とする地方に住んでいた。紀元前40年ごろ、ブレビスタを王とするダキア人が台頭し、ボイイ族は彼らに敗退した。ローマが紀元8年にパンノニアを完全に征服したとき、ボイイ族はローマに敵対する姿勢を見せなかった。ボイイ族の居住していた地域は deserta Boiorum（desertaとは「ほとんど人が住んでいない土地」）と呼ばれるようになった。しかし、ボイイ族は根絶されたわけではなく、ドナウ流域長官 (praefectus ripae Danuvii) の支配下に civitas Boiorum et Azaliorum（Azaliiは隣接して住んでいた部族）と呼ばれる住民がいた。このキビタス (civitas) はローマの行政用語であり、都市とその周辺に住む部族を指し、後にそれに隣接してカルヌントゥムが建設された。

## 古代の文献におけるボイイ族
ティトゥス・マッキウス・プラウトゥスは自身の作品 Captivi（紀元前205年 - 紀元前184年のいずれかの時期）の中で、ボイイ族について次のように言及している。
At nunc Siculus non est, Boius est, Boiam terit
しかし彼はシチリア人ではない。- 彼はボイイ族であり、ボイイ族の女性を得た。
（これには言葉遊びがある。Boiam は「ボイイ族の女性」という意味と同時に「有罪宣告された犯罪者の首枷」という意味がある）
『ローマ建国史』の第21巻でリウィウス（紀元前59年 - 紀元17年）は、ハンニバルにアルプス越えの経路を教えたのはボイイ族だと記している。
紀元前1世紀、ブラチスラヴァ（スロバキア）のオッピドゥムに住んでいたボイイ族は高品質なビアテク銀貨を鋳造しており、ラテン語で王の名と思われる文字を刻んでいた。これがボイイ族が自らについて文字で記した唯一の記録である。